# متسلسلة مثلثية
متسلسلة مثلثية (بالإنجليزية: Trigonometric series)‏ هي متسلسلة تأخذ الشكل التالي :
{\displaystyle {\frac {A_{0}}{2}}+\displaystyle \sum _{n=1}^{\infty }(A_{n}\cos {nx}+B_{n}\sin {nx}).}
تسمى هذه المتسلسلة بمتسلسلة فورييه إذا توفر الشرطان التاليان معا :
{\displaystyle A_{n}={\frac {1}{\pi }}\displaystyle \int _{0}^{2\pi }\!f(x)\cos {nx}\,dx\qquad (n=0,1,2,3\dots )}
{\displaystyle B_{n}={\frac {1}{\pi }}\displaystyle \int _{0}^{2\pi }\!f(x)\sin {nx}\,dx\qquad (n=1,2,3,\dots )}
حيث {\displaystyle f} دالة قابلة للتكامل.